# Jaap Meijer

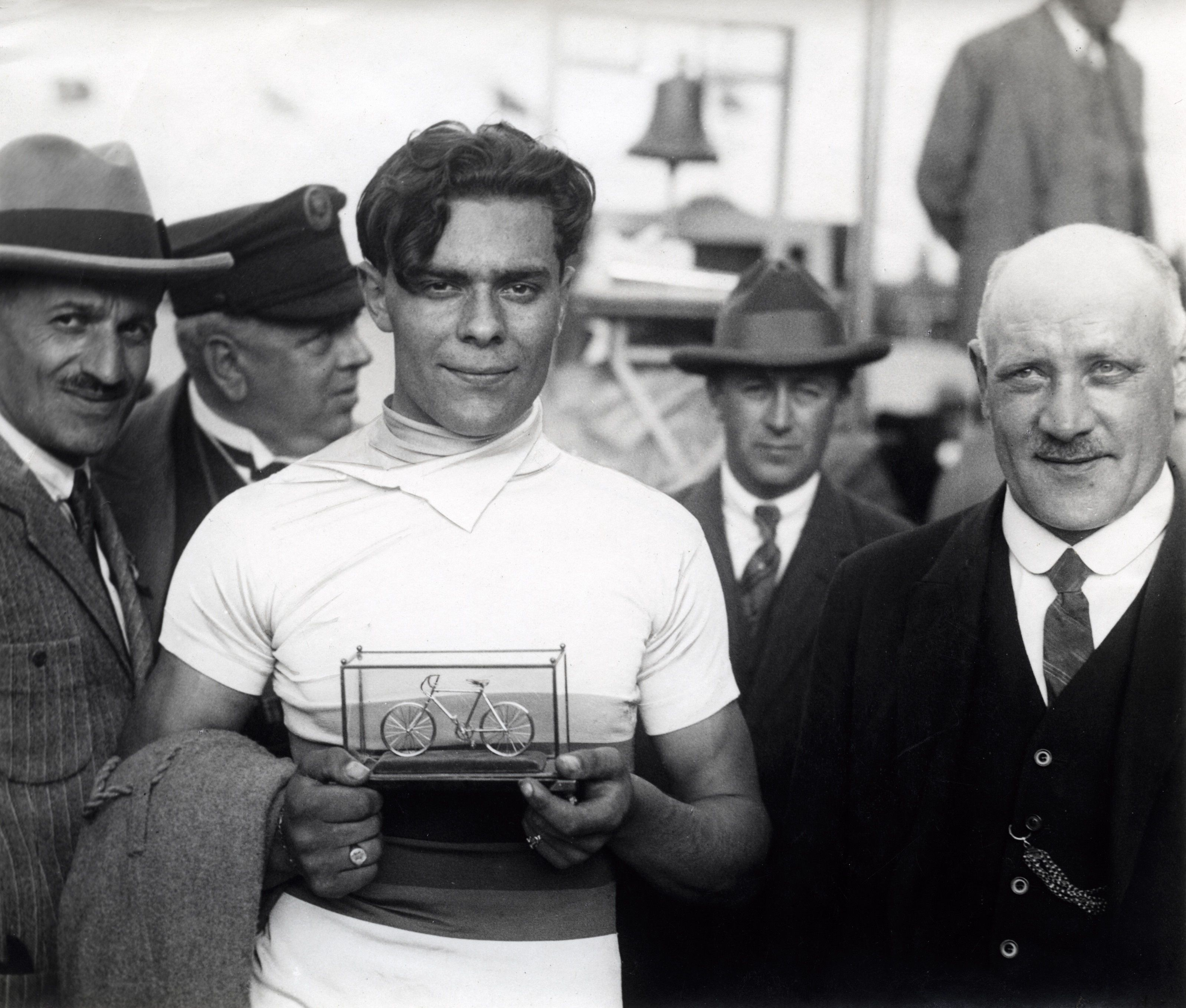
Jaap Meijer als Weltmeister 1925

Jacob „Jaap“ Meijer (* 20. April 1905 in Amsterdam; † 2. Dezember 1943 in Meer) war ein niederländischer Bahnradsportler und Weltmeister.
1924 errang Jaap Meijer bei den Olympischen Spielen in Paris die Silbermedaille im Sprint, hinter dem Franzosen Lucien Michard. Im Jahr darauf wurde er in Amsterdam Weltmeister im Sprint der Amateure. 1924 gewann er den Großen Preis von Deutschland. 1926 trat Meijer zu den Profis über. In den folgenden sechs Jahren wurde er bei nationalen Meisterschaften im Sprint viermal Zweiter  und zweimal Dritter.
1932 beendete Jaap Meijer seine Laufbahn und eröffnete ein Fahrradgeschäft in Amsterdam. 1943 fuhr er unter ungeklärten Umständen in der belgischen Grenzgemeinde Meer mit seinem Auto ins Wasser und ertrank. Es bestand der Verdacht, dass Meijer mit der deutschen Besatzung zusammengearbeitet habe; sowohl seine Familie wie auch seine Mannschaftskameraden vom ASC Olympia weigern sich bis heute, über ihn zu sprechen.